# Hygropoda dolomedes
Hygropoda dolomedes är en spindelart som först beskrevs av Carl Ludwig Doleschall 1859.  Hygropoda dolomedes ingår i släktet Hygropoda och familjen vårdnätsspindlar. Inga underarter finns listade i Catalogue of Life.